# Пустая (Вологодская область)
Пустая — упразднённая в 2020 году деревня в Великоустюгском районе Вологодской области.
Входила на момент упразднения в состав Заречного сельского поселения, с точки зрения административно-территориального деления — в Парфёновский сельсовет.
Расстояние по автодороге до районного центра Великого Устюга — 15,5 км, до центра муниципального образования Карасово — 4 км. Ближайшие населённые пункты — Кривая Берёза, Парфёново, Верхний Заемкуч.
По данным переписи в 2002 году постоянного населения не было.